# 澳大利亞網球協會
澳大利亚网球協會（Tennis Australia）是澳大利亚的网球管理机构。该协会组织澳大利亞的国家和国际网球赛事，例如澳大利亚网球公开赛、澳大利亚网球公开赛系列赛、台維斯盃、比利·简·金杯、ATP杯和澳大利亚职业巡回赛。此外，该协会还负责促进澳大利亞各级网球运动的发展。澳大利亚网球协会总部位于澳大利亚墨尔本。该协会通过出售比赛门票、出售电视转播权以及通过公司赞助获得收入。
该组织成立于1904年，當時名為澳大利亞草地網球協會（Lawn Tennis Association of Australasia）。1926年，英文名更名为澳大利亚草地网球协会（Lawn Tennis Association of Australia）。1986年更名为澳大利亚网球协会。